# São Sebastião (Rio Maior)
São Sebastião è una freguesia (parrocchia) portoghese del comune di Rio Maior con 15,48 km² e 571 abitanti (2011).